# A vihar kapujában
A vihar kapujában (eredeti címe: 羅生門; nyugaton: Rashōmon) egy 1950-ben bemutatott japán film, Kuroszava Akira rendezésében. A film felkeltette a nyugat érdeklődését a japán filmművészet iránt és világhírnevet szerzett a rendezőjének.
A film Akutagava Rjúnoszuke két elbeszélésén alapul: a film történetét A bozótmélyben (Jabu no naka), helyszínét A vihar kapujában (Rasómon) adta.

## Szereplők
- Mifune Tosiró (Tadzsómaru)
- Kjó Macsiko (Maszako, a feleség)
- Mori Maszajuki (Takehiró, a férj)
- Simura Takasi (a favágó)
- Csiaki Minoru (buddhista pap)

## A történet
|  | Alább a cselekmény részletei következnek! |

A helyszín a 12. századi, Kiotó, ahol polgárháború zajlik. Egy romos kapu alatt várja az eső elálltát egy közember, valamint egy buddhista pap és egy favágó, akiket korábban egy szamurájgyilkosság tanújaként hallgattak ki. Ők mesélik el a tárgyalás történetét, melyen még egy rablót és egy asszonyt hallgattak ki, valamint egy médium segítségével az asszony férjének szellemét. A szamuráj halálát és felesége megerőszakolását mindegyik kihallgatott másképp meséli el. A tárgyalásnak azt kellene kiderítenie, hogy ki a gyilkos. Azonban a történetek nem illenek egymáshoz.
„A különböző értelmezések mögött az a félelem bújik meg, hogy az események másnak mutatják az elbeszélőt, mint amilyennek látni szeretné magát, hogy megsemmisítik dicsekvése alapját.” (Berkes Ildikó)

## Díjak, jelölések

### Oscar-díj
- 1953, jelölés: legjobb látványtervezés

### BAFTA-díj(1953)
- jelölés: legjobb film

### Kék Szalag-díj (1951)
- díj: legjobb forgatókönyv (Kuroszava Akira és Sinobu Hasimoto)

### Directors Guild of America (1953)
- jelölés: legjobb rendezés (Kuroszava Akira)

### Mainichi Film Concours (1951)
- díj: legjobb színésznő (Kjó Macsiko)

### National Board of Review (1951)
- díj: legjobb rendező (Kuroszava Akira)
- díj: legjobb külföldi film (Japán)

### Velencei Nemzetközi Filmfesztivál(1951)
- díj: Arany Oroszlán (Kuroszava Akira)
- díj: Olasz filmkritikusok díja (Kuroszava Akira)